# Andrzej Kiejna
 Andrzej Kiejna – polski psychiatra, profesor nauk medycznych.

## Życiorys
W 1969 r. ukończył lekarskie w Akademii Medycznej we Wrocławiu, w 1976 r. obronił pracę doktorską, w 1990 r. habilitował się na podstawie pracy zatytułowanej Retrospektywne badania umieralności w kohorcie chorych z rozpoznaniem schizofrenii. W 1998 r. uzyskał tytuł profesora nauk medycznych.
Został pracownikiem naukowym na Uniwersytecie Medycznym im. Piastów Śląskich we Wrocławiu, na Uniwersytecie WSB Merito w Toruniu, oraz na Uniwersytecie Dolnośląskim DSW we Wrocławiu.
Był wiceprezesem Polskiego Towarzystwa Psychiatrycznego.